# トーマス・ウィリアム・ローソン
トーマス・ウィリアム・ローソン（Thomas William Lawson、1857年2月26日 - 1925年2月8日）は、アメリカ合衆国の実業家・著述家である。ボストンの株式ブローカーであり、株式市場の改革を推進した一方で、株価操作により億万長者になったことでも知られる。

## 若年期
ローソンは1857年2月26日にマサチューセッツ州チャールズタウンで生まれた。父はトーマス・ローソン、母はアンナ・マリア・ローリングである。父は大工であったが、ローソンが8歳のときに亡くなった。

## キャリア

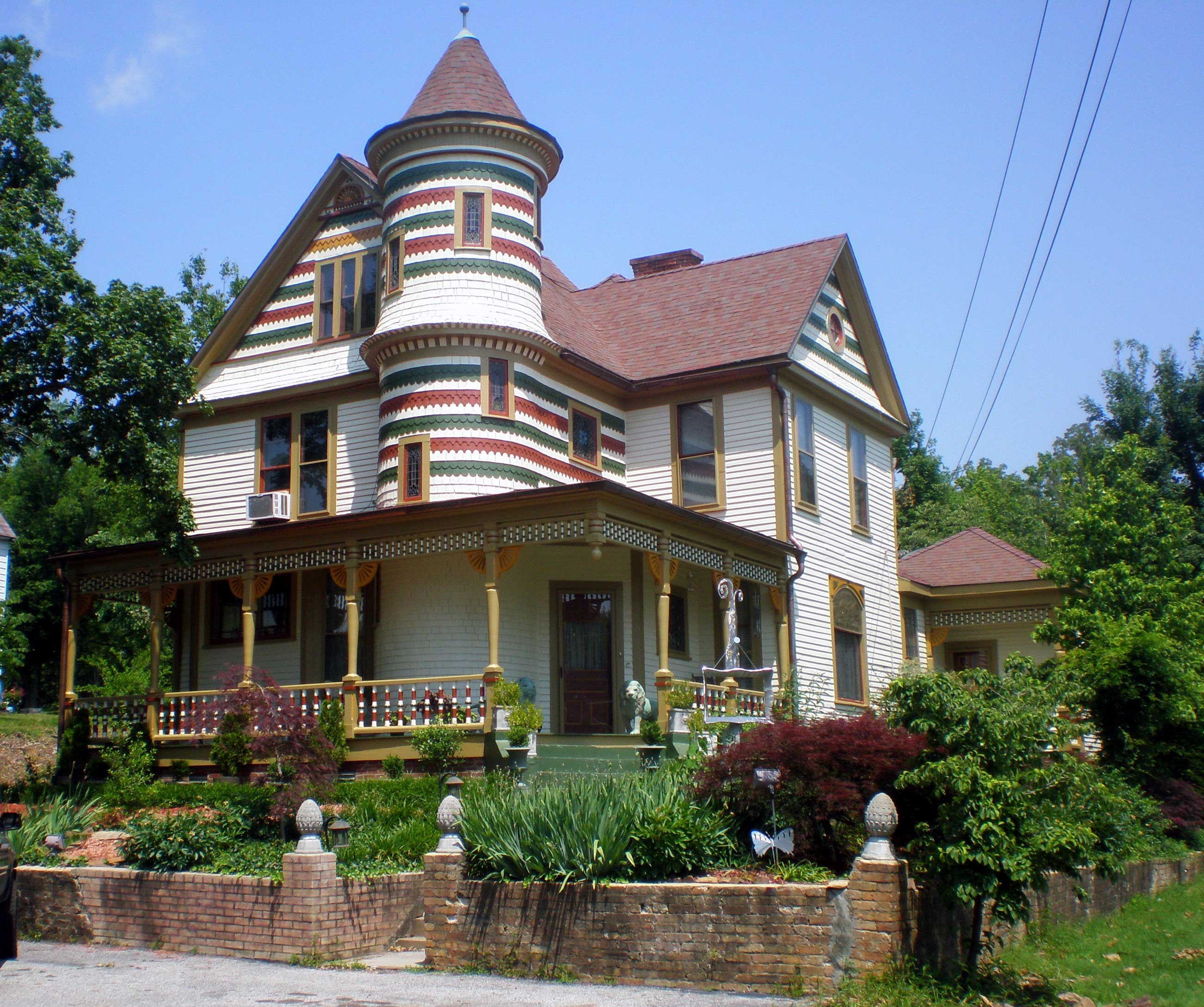
ケンタッキー州グランドリバーズに現存するローソンの邸宅

ローソンは12歳のときに家を出て、ボストンで銀行の事務員となり、それからすぐに株式の投機を始めた。ローソンは銅鉱山会社の株を専門に取り扱い、1890年代後半に銅鉱業が活況を呈したこともあり、巨万の富を築いた。ローソンは、ケンタッキー州グランドリバーズという小さな街を拠点として鉄鋼会社を設立し、この街がピッツバーグやバーミンガムに匹敵する鉄鋼の街になると喧伝したが、事業は数年のうちに失敗した。
1889年、ローソンはヘンリー・H・ロジャーズやウィリアム・ロックフェラーとともに、モンタナ州ビュートを中心としていくつかの銅鉱山会社を統合してアマルガメイテッド銅鉱山会社（現 アナコンダ・カッパー）を設立した。この会社は、アメリカの銅市場の支配を目指したものであり、市場関係者からの批判を受けた。ローソンは他の経営陣と決別して鉱山経営から手を引き、金融業へ進出して、株式市場の改革を提唱した。
ローソンは1918年の上院議員選挙にマサチューセッツ州から無所属で出馬したが、5.26%の得票しか得られず3位で落選した。
晩年は貧困に苦しんだ。ローソンは1925年2月8日にボストンで死去した。遺体は妻のそばに埋葬された。

## 私生活

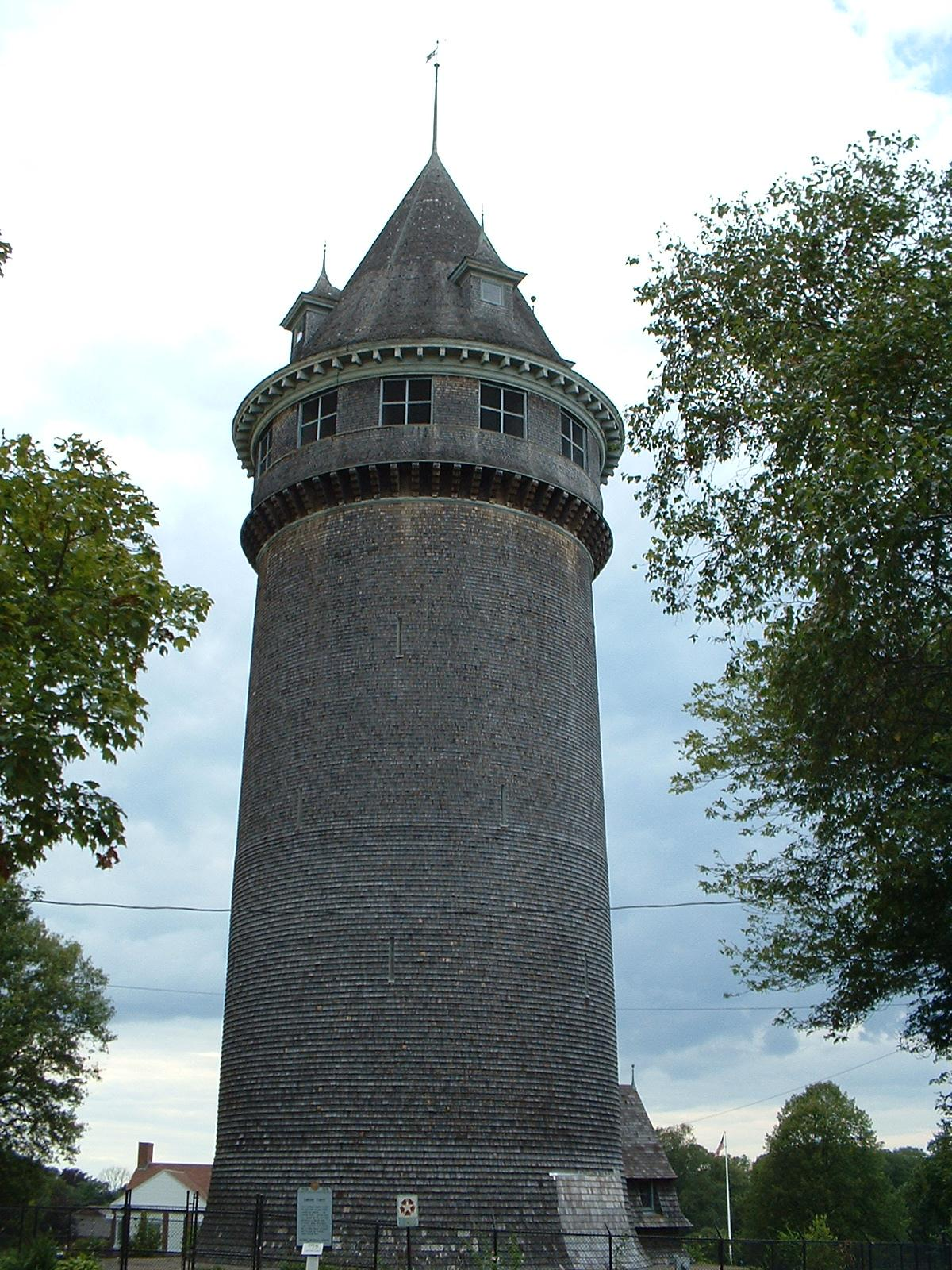
ローソンタワー

ローソンは1878年にジーニー・オーガスタ・グッドウィリー(Jeannie Augusta Goodwillie)と結婚した。2人の間には、グラディス(Gladys)、ドロシー(Dorothy)、アーノルド(Arnold)、マリアン(Marian)、ダグラス(Douglas)、ジーン(Jean)の6人の子供がいた。ドロシーの息子のトム・マッコールはオレゴン州知事になった。
ローソンは、マサチューセッツ州シチュエートに「ドリームウォルド」(Dreamwold)と名付けた邸宅を600万ドルで建てた。その敷地内に建てられた給水塔が現存しており、「ローソンタワー」と呼ばれて展望台として使われている。

## 13日の金曜日

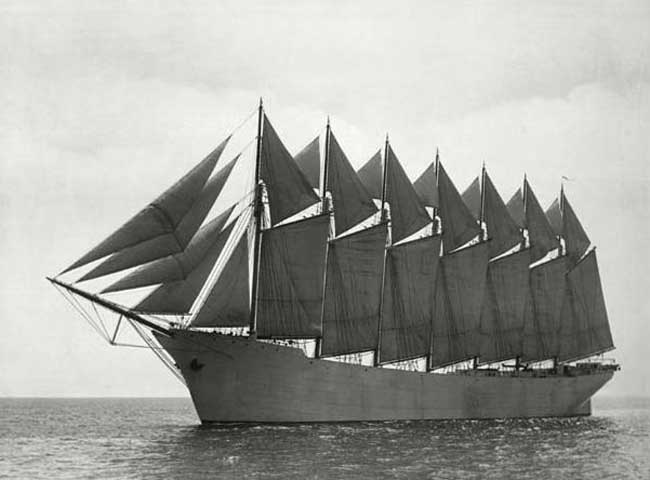
スクーナー「トーマス・W・ローソン」

ローソンは13日の金曜日の迷信を強く信じていた。ローソンは『13日の金曜日』(Friday the Thirteenth)という小説を執筆したが、この中では、悪意を持った金融ブローカーが13日の金曜日を狙ってウォール街を混乱に陥れている。この小説自体が、13日の金曜日の迷信を広めるために書かれたという説もある。
1902年に進水した、史上初の7本マストのスクーナーは、建造費を出資したローソンの名前を冠して「トーマス・W・ローソン」と命名された。この船は、1906年にタンカーに改造された後、1907年12月14日土曜日の午前2時30分（グリニッジ標準時）にイギリス南西部のシリー諸島沖で沈没したが、そのときローソンがいたボストンの自宅では、まだ13日の金曜日だった。

## ローソンに由来するもの
デイヴィッド・グラハム・フィリップスの1905年の小説"The Deluge"（『洪水』）の主人公は、ローソンをモデルにしていると考えられている。
20世紀初頭にローソンのために作られたソファは、「ローソン・ソファ」と呼ばれて現在では一般的なものになっている。これは、ゆったりとしたクッションと背もたれのある、正方形の大きめのソファである。

## 著作
- The Krank: His Language and What it Means (1888) - 野球用語集
- History of the Republican Party
- The Lawson History of the America's Cup (1902), with Winfield M. Thompson[17]
- Frenzied Finance, the Crime of Amalgamated (1906) - アマルガメイテッド銅鉱山会社の設立と内情を描いたもので[18][14]、物議を醸したがベストセラーとなった[2]。
- Friday the Thirteenth (1907) - アメリカ証券市場への攻撃を主題とした小説[2]
- The Remedy (1912)
- The High Cost of Living (1913)
- The Leak (1919)

## 伝記
- Frenzied Finance: the Crime of Amalgamated